# Comuna Lokve, Primorje-Gorski kotar
Lokve este o comună în cantonul Primorje-Gorski kotar, Croația, având o populație de 1.049 de locuitori (2011).

## Demografie
Componența etnică a comunei Lokve
     Croați (93,8%)
     Sârbi (1,62%)
     Necunoscut (1,05%)
     Neclasificat (2,76%)
Componența confesională a comunei Lokve
     Catolici (87,13%)
     Fără religie și atei (3,05%)
     Ortodocși (2,76%)
     Musulmani (2,48%)
     Necunoscută (4,39%)
     Alte religii (0,19%)
Conform recensământului din 2011, comuna Lokve avea 1.049 de locuitori. Din punct de vedere etnic, majoritatea locuitorilor (93,8%) erau croați, cu o minoritate de sârbi (1,62%). Apartenența etnică nu este cunoscută în cazul a 1,05% din locuitori. Din punct de vedere confesional, majoritatea locuitorilor (87,13%) erau catolici, existând și minorități de persoane fără religie și atei (3,05%), ortodocși (2,76%) și musulmani (2,48%). Pentru 4,39% din locuitori nu este cunoscută apartenența confesională.